# Estrés prenatal
El estrés prenatal, también conocido como estrés materno prenatal, ocurre cuando una futura madre está expuesta a estrés psicosocial o físico. Esto puede ser provocado por acontecimientos cotidianos o dificultades ambientales. Según los Orígenes del desarrollo de la salud y la enfermedad (DOHaD), una amplia gama de factores ambientales que una mujer puede experimentar durante el período perinatal pueden contribuir a impactos y cambios biológicos en el feto que luego causan riesgos de salud más adelante en la vida del niño. Los riesgos para la salud incluyen un desarrollo cognitivo deficiente, bajo peso al nacer, trastornos mentales y déficits específicos de género en la descendencia. 

## Investigaciones
Se han realizado estudios longitudinales para explorar la forma en que el estrés prenatal afecta al feto y su desarrollo. Estos estudios se realizaron a lo largo del embarazo y meses después para recopilar los datos necesarios. El estrés de las madres se evaluó mediante autocuestionarios como la Escala de estrés percibido (PSS)   y el Cuestionario de salud del paciente-8 (PHQ8). 
Además de centrarse en el estrés de las madres durante el embarazo, los investigadores también se centraron en el eje hipotalámico-hipofisario-adrenal (eje HPA), que es un conjunto de interacciones de retroalimentación de glucocorticoides a través de la madre hasta la placenta y luego al feto.  Al centrarse en el eje HPA, los investigadores pueden ver cómo el estrés prenatal afecta el desarrollo fetal.
Algunas investigaciones incluyen estudios como el de McKenna et al. que sugieren que la idea del embarazo puede causar un mayor riesgo de psicopatología y que estas exposiciones durante la gestación impactan en la epigenética.  Se observó el uso de inhibidores selectivos de la recaptación de serotonina (ISRS)  por parte de la madre mientras se calculó la edad epigenética del niño a través de la sangre del cordón umbilical fetal. 
Saboory et al. descubrieron que el estrés psicosocial prenatal puede causar retrasos en el crecimiento y desarrollo del niño al evaluar el peso, la altura y la circunferencia de la cabeza del niño cada dos meses después de su nacimiento.  También evaluaron el desarrollo cognitivo del niño mediante el uso del Cuestionario de edades y etapas (ASQ). 
Otro estudio, de Brannigan et al., se centró en cómo el estrés prenatal contribuye a los trastornos de la personalidad, observando a niños nacidos décadas después de madres que pasaron tiempo en una clínica de salud mental en Finlandia. 
Esta investigación encontró correlaciones negativas entre el estrés prenatal y el desarrollo del niño.

## Vía
El estrés durante el desarrollo del feto puede heredarse y cambiar la expresión genética del mismo.  Este cambio es un cambio epigenético que modifica pero no afecta la construcción de la secuencia de ADN. Esta modificación afectará si el gen está activado o desactivado y conducirá a una herencia de estrés transgeneracional. 
Una de las vías que se ha estudiado es la herencia de la heterocromatina alterada. La heterocromatina es importante en muchas funciones de la célula, principalmente en la regulación genética. Durante los altos niveles de estrés durante el embarazo, dATF-2, que es necesario para la formación de heterocromatina, se fosforilará e interrumpirá la formación. Esto conducirá a la liberación de dATF-2 de la heterocromatina, que luego podrá heredarse en la descendencia. 
Otra vía por la cual el estrés prenatal puede interferir con el desarrollo fetal es la longitud de los telómeros.  Un telómero es una estructura de secuencias repetitivas de ADN que se puede encontrar al final de los cromosomas. Están formados por la misma secuencia corta de ADN que se repite varias veces y sirven para proteger los extremos de los cromosomas para que no se dañen.  Otra función de los telómeros es permitir que los cromosomas funcionen correctamente en el proceso de replicación. Sin embargo, cada vez que una célula se divide, los telómeros pierden longitud y se acortan. Después de repetidas replicaciones, finalmente se volverán tan cortos que la célula no podrá dividirse más y morirá.  Cuando las crías están expuestas a estrés prenatal durante el desarrollo, esto puede afectar la longitud de sus telómeros, más específicamente, puede resultar en telómeros acortados.  Los telómeros acortados se han relacionado con múltiples problemas, entre ellos una menor esperanza de vida y un mayor riesgo de enfermedades.  Normalmente, los telómeros se acortan sustancialmente con el aumento de la edad, y la longitud del telómero es, por tanto, un bioindicador del envejecimiento. Sin embargo, el estrés prenatal coloca a la descendencia en un mayor estado de vulnerabilidad al acortar los telómeros y dejar menos espacio para el acortamiento a medida que la descendencia continúa envejeciendo. 

## Momento del estrés prenatal
Un estudio de Sandman y Davis  muestra que el momento del estrés prenatal es crucial para comprender cómo este afecta el desarrollo prenatal y posnatal. El cortisol se utiliza a menudo para medir el estrés, ya que es una hormona que se libera durante eventos estresantes. Si una futura madre está atravesando un evento estresante, como la inseguridad económica o ser madre adolescente, como resultado se secreta cortisol.  Sin embargo, como lo demostraron Sandman y Davis, el momento de la liberación de cortisol a veces puede tener un efecto perjudicial sobre el desarrollo y a veces no, dependiendo del momento del embarazo en que se experimente el estrés.  El estrés prenatal puede aumentar la probabilidad de problemas maternos y endocrinológicos. El estrés prenatal puede incluso provocar que el embrión llegue antes de lo esperado.
Sandman y Davis estudiaron "125 bebés nacidos a término a los 3, 6 y 12 meses de edad"  para determinar los efectos de las diferencias en el momento del cortisol materno sobre el desarrollo. Encontraron que "la exposición a concentraciones elevadas de cortisol al principio de la gestación se asoció con un ritmo de desarrollo más lento durante el primer año y puntuaciones de desarrollo mental más bajas a los 12 meses" y "los niveles elevados de cortisol materno al final de la gestación se asociaron con un desarrollo cognitivo acelerado y puntuaciones más altas a los 12 meses".  En general, los efectos del cortisol en el desarrollo cognitivo infantil dependen del momento de la liberación del cortisol.  Además, el estrés prenatal puede afectar al desarrollo fetal causando obesidad, diabetes, enfermedades cardiovasculares y otros problemas.

## Impacto en el desarrollo
Los malos hábitos alimenticios y la falta de actividad física no son los únicos factores que contribuyen al estrés prenatal del bebé. El estrés de la madre durante el embarazo puede provocar problemas en el desarrollo cognitivo, el desarrollo social y más.  Una gran parte del desarrollo del cerebro ocurre durante el período fetal del embarazo y el progreso se produce rápidamente en esta etapa.  Dado que durante este período de la vida del niño se produce un gran crecimiento, hay muchos factores externos en el entorno que pueden afectar este desarrollo.  Estos factores externos pueden ser desde una mala nutrición, niveles excesivos de cortisol o incluso influencias genéticas. El desarrollo del feto puede verse afectado a nivel de la placenta, y existe evidencia que muestra cómo el estrés prenatal puede tener consecuencias sobre la placenta y a su vez en el feto durante el embarazo. 
Los efectos resultantes pueden afectar muchas áreas diferentes del cerebro del niño en desarrollo, como el hipotálamo, el cuerpo calloso, la amígdala, el hipocampo y el cerebelo. Estudios realizados en animales han demostrado que el estrés prenatal puede provocar una reducción del volumen del hipocampo y del núcleo de la amígdala, ambos factores que pueden tener un impacto negativo en la memoria.  Existe evidencia indirecta que sugiere que el estrés prenatal podría alterar el tamaño y la morfología del cuerpo calloso, y se sabe que se observan alteraciones en el cuerpo calloso en el autismo, el TDAH y la esquizofrenia.  Además, las alteraciones del cerebelo también pueden estar implicadas en el autismo, el TDAH y la esquizofrenia, y el estrés prenatal también puede desempeñar un papel en la alteración de la fisiología del cerebelo. Estudios realizados en ratas han demostrado que el estrés prenatal puede afectar el tamaño y el número de células granulosas en el cerebelo, así como provocar un aumento en el número de células de Purkinje.  También se ha demostrado en ratas que hay evidencia que sugiere que el estrés prenatal puede resultar en la feminización de los machos al reducir el volumen de uno de los núcleos hipotalámicos que está involucrado en el comportamiento sexual de los machos. 
Estos efectos se han observado principalmente en estudios con animales debido a las preocupaciones que rodean los estudios humanos con estrés prenatal.  Las preocupaciones éticas en los estudios en humanos y el estrés prenatal han llevado a que haya pocos o ningún estudio que muestre los impactos directos que el estrés puede tener sobre el desarrollo fetal, y ha demostrado ser difícil extraer inferencias y conexiones entre los estudios en animales y los embarazos humanos.  Se ha sugerido que una forma de monitorear el impacto del estrés en el desarrollo del bebé es a través de la exposición de la madre a desastres naturales. Se han realizado algunas investigaciones que analizan cómo los desastres naturales como los huracanes pueden afectar el desarrollo fetal cuando la madre está expuesta durante el embarazo.  Esta investigación demostró que hubo impactos psicológicos en los niños que fueron expuestos a este tipo de estrés en el útero, en términos de mayor riesgo de desarrollar psicopatologías infantiles.  Investigaciones sobre desastres naturales como ésta han demostrado los efectos del estrés en el embarazo sin los problemas que rodean la investigación en humanos y pueden mostrar resultados en humanos en lugar de basarse en otros animales.
Se ha demostrado que el sufrimiento prenatal aumenta el riesgo de que el niño desarrolle un trastorno mental, así como la gravedad de algunos síntomas. Los trastornos típicos que aumentan debido al sufrimiento prenatal incluyen el autismo, la gravedad del TDAH y el desarrollo de trastornos del estado de ánimo.  El estrés prenatal altera múltiples sistemas de desarrollo dentro del individuo gestante. Uno de los procesos alterados es la producción de hormonas. La exposición materna a un exceso de dihidrotestosterona, progestina y noretindrona se ha relacionado con un mayor riesgo de que los hijos desarrollen TEA.  Un estudio de 2008 descubrió que los niños cuyas madres experimentaron estrés moderado a severo durante el embarazo tendían a desarrollar síntomas que con mayor frecuencia se ubicaban en el lado severo del espectro de gravedad del TDAH. Esta distinción se hizo en comparación con aquellos con TDAH cuyas madres no estuvieron expuestas a factores estresantes prenatales.  Este aumento del desarrollo del TDAH debido a un mayor sufrimiento prenatal puede deberse a muchos factores, siendo uno de los más populares y fundados el desarrollo neurológico de la descendencia. La exposición al estrés durante el proceso de embarazo afecta el desarrollo cerebral fetal y predispone a la descendencia al desarrollo de una multitud de trastornos mentales.  Muchos estudios han descubierto que existe una asociación entre el TDAH y un menor funcionamiento de la corteza prefrontal (CPF). Esta área del cerebro juega un papel crucial en la regulación de la atención, así como en el control conductual y emocional. En particular, se ha vinculado el hemisferio PFC derecho con una disminución de tamaño en individuos con TDAH.  Esto es notable debido al importante papel que desempeña el hemisferio PFC derecho, que es la inhibición del comportamiento, una lucha común para las personas con TDAH. El sufrimiento prenatal también se ha relacionado con el desarrollo de trastornos del estado de ánimo como la depresión o la ansiedad. Un estudio de 2019 descubrió que la angustia prenatal, específicamente durante las primeras 20 semanas de gestación, estaba relacionada con una mayor desregulación del estado de ánimo y un menor volumen de materia gris (MG).  La disminución del volumen de materia gris es una pérdida perjudicial debido a la multitud de funciones para las que esta estructura es esencial. La materia gris se encuentra en todo el sistema nervioso central y es crucial para la función motora, la memoria y las emociones.  La reducción del volumen de MG tiene muchos impactos negativos y es otro factor que puede contribuir al desarrollo de trastornos mentales en niños que experimentan estrés en el útero.

## Impacto del COVID-19 en las mujeres embarazadas
El estrés prenatal ha aumentado como resultado de los cambios recientes provocados por la pandemia de COVID-19. Los investigadores están intentando determinar cómo se relaciona la pandemia con el estrés prenatal, por qué tantas mujeres experimentan estrés y ansiedad, y cómo se pueden evitar estos problemas. Los investigadores realizaron un estudio desarrollando un cuestionario para mujeres embarazadas que incluía edad, sexo, raza, estado del seguro médico, situación financiera, riesgos del embarazo, condiciones médicas, tratamientos, citas con el médico, cuántas citas se cancelaron debido al COVID-19 y niveles de estrés en una escala de leve, moderado y severo. Tres cuartas partes de los participantes de la investigación eran blancos o no hispanos, según el cuestionario. Hubo 280 mujeres que informaron casos leves, 170 que informaron casos moderados y 171 que informaron casos graves. Tras el cuestionario, los investigadores descubrieron que las madres experimentaban altos niveles de ansiedad y estrés porque tenían miedo de contraer el virus covid y que este afectara a su feto, tener una persona en la sala de partos y hacer citas online sin ser revisadas en persona. Como resultado, los investigadores propusieron que debería haber una interacción en persona con la madre, información sobre la COVID-19 y los protocolos para reducir el riesgo de contagio y citas de control constantes para verificar el estado de salud mental de la madre. 

## Estrés prenatal y diferencias hormonales según el género
Las crías que fueron sometidas a estrés prenatal mostraron niveles más bajos de testosterona plasmática  en comparación con las crías de control. Esto se debe a la interrupción del desarrollo prenatal que no permitió la masculinización completa del sistema nervioso central de los cachorros estresados prenatalmente. En los humanos, el estrés prenatal afecta el desarrollo de manera diferente en niños y niñas. Los varones pueden exhibir características menos masculinas como resultado del estrés prenatal, mientras que las mujeres pueden exhibir características menos femeninas. El estrés prenatal, por otra parte, puede tener graves consecuencias para ambos sexos.
En particular, en el cuerpo estriado de los cachorros machos estresados prenatalmente se observó un aumento del ácido vanilmandélico, dopamina, serotonina y ácido 5-hidroxiindolacético, todos los cuales pueden afectar el comportamiento sexual. Los cachorros machos estresados prenatalmente mostraron una latencia significativa en el comportamiento de monta en comparación con los controles. 
Al realizar la tarea del laberinto de brazos radiales, las ratas macho estresadas prenatalmente mostraron un mayor aumento de dopamina que las hembras estresadas prenatalmente, lo que se cree que facilita el deterioro en los machos pero mejora el rendimiento de las hembras. Las hembras que sufrieron estrés prenatal también tuvieron un efecto sobre la secreción de corticosterona.
El estrés prenatal aumentó la respuesta de ansiedad de las ratas hembras. Sin embargo, no tuvo ningún efecto sobre los machos. 

## Regiones cerebrales sexualmente dimórficas
El estrés prenatal inhibe la masculinización del cerebro masculino al inhibir el crecimiento del grupo de células sexualmente activas del área preóptica. El estrés prenatal sí tiene un efecto sobre la diferenciación sexual del cerebro después de medir el volumen del núcleo sexualmente dimórfico del área preóptica tanto de hembras como de machos en los grupos de control y estresados.
Estudios anteriores han descubierto que se observa una disminución de la testosterona en las crías de madres estresadas prenatalmente. Los autores sugieren que esto puede causar una reducción en el núcleo sexualmente dimórfico del área preóptica y dicen que es similar a los efectos de la castración neonatal. Además, los machos estresados tenían un núcleo sexualmente dimórfico más grande del área preóptica al nacer, pero luego a los 20 y 60 días se encontró que solo tenían el 50% del volumen de los machos de control. Mientras que los machos de control son dos veces más grandes que las hembras de control en los días 20 y 60, los machos estresados no muestran diferencias estadísticas con respecto a las hembras de control en los días respectivos. Estos hallazgos respaldan la idea de que el cerebro masculino no muestra el dimorfismo sexual esperado cuando está estresado prenatalmente. 
Otro estudio dirigido por Kerchner et al. investigó el volumen de la amígdala medial y los dos compartimentos posterodorsal y posteroventral en ratones que también estaban estresados prenatalmente. Se cree que la región posterodorsal muestra efectos organizativos y activadores de los esteroides gonadales. La amígdala medial de los machos de control y estresados era un 85% más grande que la de las hembras y los machos (estresados y de control) se parecían entre sí.
Para buscar regiones específicas dentro de la amígdala medial que pudieran haber sido afectadas, los datos mostraron que tanto la zona posterodorsal como la posteroventral, todos los grupos masculinos tenían mayor volumen que las hembras, pero los grupos masculinos no diferían significativamente entre sí. Este estudio confirmó que la amígdala medial es sexualmente dimórfica; los machos son más grandes que las hembras.
También se demostró que las partes posterodorsal y posteroventral eran sexualmente dimórficas. El autor sugirió que estas áreas pueden actuar de manera similar al núcleo sexualmente dimórfico del área preóptica en respuesta a la testosterona, pero el estrés prenatal no mostró un efecto sobre la amígdala medial como lo hace sobre el núcleo sexualmente dimórfico del área preóptica. Además, la región posteroventral era un 40% más grande en los machos del grupo de control que en las hembras. Se cree que estos resultados se deben al período sensible de la amígdala medial que ocurre durante los primeros días después del nacimiento. La amígdala medial, posterodorsal y posteroventral muestran ser resistentes a la desmasculinización causada por el estrés prenatal. 

## El estrés prenatal y los roles de género
Un estudio longitudinal realizado sobre el estrés prenatal y los roles de género mostró que el estrés prenatal sólo juega un papel pequeño en los roles de género que asume la descendencia y menciona que tiene más que ver con los hermanos mayores, el uso materno de alcohol y/o tabaco, la educación materna y la observancia o enseñanza de “roles sexuales tradicionales” por parte de los padres. 

## Estrés prenatal e intervenciones basadas en la atención plena
Se ha demostrado que el estrés prenatal y el estado de ánimo negativo durante el embarazo aumentan el riesgo de malos resultados en el parto y problemas de estado de ánimo maternos después del parto. La angustia prenatal puede interferir en el vínculo entre madre e hijo y en los resultados del desarrollo infantil.   A pesar de la clara asociación entre el estrés prenatal y los resultados infantiles, las mujeres no reciben detección, prevención ni tratamiento para problemas de estado de ánimo o estrés.  
Es esencial examinar las intervenciones que apuntan a reducir la ansiedad, la depresión y el estrés durante el embarazo. Se ha demostrado que la reducción del estrés basada en la atención plena reduce la ansiedad y la depresión en personas con afecciones médicas crónicas y relacionadas con el estrés. 
Un estudio piloto muestra que una intervención basada en la atención plena tiene potencial para reducir los afectos negativos y la ansiedad de las mujeres durante el embarazo. Con base en el Instituto de Investigación del Centro Médico California Pacific, los investigadores Dra. Cassandra Vieten y Dr. John Astin llevaron a cabo un estudio piloto de control de lista de espera que evaluó una intervención de atención plena grupal. Se inscribieron 31 mujeres en el estudio: 13 mujeres fueron asignadas a la intervención y 18 mujeres fueron asignadas al grupo de control.
Se tomaron medidas de ansiedad, afecto negativo, afecto positivo, depresión, atención plena, estrés percibido y regulación del afecto antes de asignar la intervención o el control y después de completar la intervención o el control. Las medidas se repitieron en una visita de seguimiento 3 meses después de completarse la intervención o el control. Los investigadores encontraron una disminución significativa de la ansiedad (p <.05) y el afecto negativo (p <.04) en las mujeres que completaron la intervención basada en la atención plena, pero no una disminución significativa de la depresión, el afecto positivo, la atención plena, la regulación del afecto y el estrés percibido.
Estos resultados sugieren que la intervención de atención plena durante el embarazo reduce la ansiedad y los afectos negativos de las madres. Este estudio es un comienzo prometedor del impacto potencial que las intervenciones basadas en la atención plena podrían tener en la reducción del estrés prenatal y, por lo tanto, en la mejora de los resultados de los niños. 